# Маланья (праздник)
Мала́нья, Ще́дрый ве́чер — день в народном календаре восточных славян; отдание праздника Рождества Христова и канун Старого Нового года 31 декабря (13 января).
По христианскому календарю в этот день почитают преподобную Маланию Римлянку. Русские называют Маланья, украинцы — Маланки, Маланія, а белорусы — Малання, Меланьи-желудочницы, Маланья толстая.

## Другие названия
рус. Маланья, Маланка, День святой Мелании, Васильева коляда, Щедрый вечер, Васильева кутья, Богатый вечер, Богатая кутья, Щедрец; укр. День Маланки, День Василя, Обрізання; бел. Жирная кутья, Щедруха, Меланьи-желудочницы, Маланья толстая, Каза, Конікi, Сільвестр, Шчодрая куцця, Багатая куцця, Васільеўская Каляда, Щедрец, Багаты вечар, Шчодрык, Язэп, Давыд, Якуб, Малання; полес. Шчодры вечар, Гаготы, Агатуха, Богатая вечера, Богатая коляда, Богатая кутья, Богатуха, Богатый вечер, Велея, Веселая щедруха, Вилия, Гоготы, Гутуха, Другая кутья, Куготы, Кутья святого козлика, Ласточки, Малашка, Оготуха, Середняя кутья, Скоромная кутья, Толстая вечера, Толстая кутья, Щедрая кутья, Щедренец, Щедрец, Щёдрик, Щедрики, Щёдрова кутья, Щедровки, Щедровли, Щедровная кутья, Щедруха, Щедрухи, Щедрушка, Щедры.
У украинцев, белорусов и на юге России больше распространено название Щедрый вечер; в центральной России и на Русском Севере — Васильев вечер; в Поволжье, центральных и некоторых южных областях России (Тверская, Ярославская, Московская, Тульская, Рязанская, Нижегородская, Оренбургская, частично — Воронежская, Белгородская и Курская) был известен как Овсень. У словаков «Щедрым вечером» (словац. Štedrý večer), а также, наряду с чехами, «Щедрым днём» (словац. и чеш. Štědrý den) назывался Рождественский сочельник.

## Белорусские традиции
С этого вечера начиналась Щедрая неделя, или Богатая Коляда. В Западном Полесье — этот вечер назывался Куготы, Гаготы или Агатуха. Происхождение названия связано с обрядом: бросали в колодец кашу — тогда же гадали и кричали в колодец: «Ку-гу-гу!». По другим данным «Агатуха» происходит от глагола «гагатать» (веселиться, смеяться). В этот день девушки гадали о будущем замужестве.
Обрядовый ужин отличался разнообразием блюд и их скоромностью. Нередко хозяин совершал обряд приглашения за стол Мороза: «Мороз, иди кутью есть. А летом не бывай, хвостом не виляй, а то буду пугой сечь». Праздничное застолье также называли «кутьёй святого козлика».
Щедровали как под окнами так и в домах, где величали хозяев и желали благополучия в наступающем году. Водили «козу» («кобылку», «вола», «тура», «медведя», «журавля») и пели песни, главной из которых являлась «Го-го-го, коза». Щедровные песни отличались от рождественских в основном рефреном (вместо «Светлый вечер» звучало «Щедрый вечер»).
На Могилёвщине бытовала праздничная забава Щадрец (бел. Шчадрэц). Главным персонажем был «щадрец» или «щедра» — парень, изображавший девушку. На эту роль как правило выбирали крупного парня.

## Украинские традиции
Главными атрибутами предновогоднего вечера у украинцев в начале XX века были: богатый праздничный стол, щедрование, гадания, ряженье, игры и забавы.
Обряды дня напоминают обряды Сочельника. Название «щедрый» связано с обычаем готовить богатый скоромный стол, в отличие от Святого вечера.
На Меланку в крестьянском хозяйстве совершались обряды «хозяйственной магии»: молодых лошадей и волов впервые запрягали, чтобы приучать их к работе. Кое-где в этот день ловили воробьев и бросали в огонь, а получившийся пепел добавляли к семенам, предназначенным для посева. Считалось, что таким образом можно защитить поля от птиц.
На Харьковщине праздничный обход дворов начинался с утра, когда мальчики и девочки по отдельности обходили дворы с поздравлениями и благожеланиями («меланковали»). Вечером совершали аналогичный обряд («щедровали») взрослые девушки, распевая:

| Оригинал Прилетіла ластівочка, Сіла, пала на віконечко. Щедрий вечір, Добрий вечір, Добрим людям На здоров’я… | Перевод Прилетела ласточка, Села, пала на окошечко. Щедрый вечер, Добрый вечер, Добрым людям На здоровье… |

На Украине во время щедрования среди ряженых были Василь и Маланка.
Новогодний вечер у украинцев связан с девичьими гаданиями о браке.
В некоторых местах перед рассветом хозяин выносил из хаты сноп-дидух, который стоял в красном углу с Рождества, а также солому со стола и с пола, и сжигал всё это у ворот, на дороге или в саду.

## Русские традиции
День святой Маланьи (Мелании) был посвящён приготовлению к праздничному застолью, как правило, довольно обильному. Верили, что чем изобильнее и разнообразнее будет стол, чем радостнее и добродушнее будет застолье, тем более благополучным будет год. С Маланьей связывалось изобилие, праздничная одежда и большие приготовления:
- Наряжается, что Маланья на свадьбу.
- Наварила, ровно на Маланьину свадьбу.
- Маланья — кишечница, колбасы едят.

На русско-украинском и украинско-молдавском пограничье «на Маланку» ряженые ходили колядовать по домам. Во время обходов порой разыгрывали шуточную свадьбу Василия и Маланьи (Васыля и Меланки).